# Mrhassiyine
Mrhassiyine (en àrab مغاصيين, Mḡāṣiyyīn; en amazic ⵎⵓⵙⴰⵡⴰ) és una comuna rural de la prefectura de Meknès, a la regió de Fes-Meknès, al Marroc. Segons el cens de 2014 tenia una població total de 8.001 persones.